# Сорочино (Омская область)
Сорочино — село в Калачинском районе Омской области России. Административный центр Сорочинского сельского поселения.

## История
Основано в 1890 году. В 1928 году деревня состояла из 145 хозяйств, основное население — украинцы. В административном отношении находилась в составе Таволжанского сельсовета Калачинского района Омского округа Сибирского края.

## Население
| 2002 | 2010  |
| ---- | ----- |
| 1408 | ↘1342 |

## Улицы
| - ул. 30 лет Победы, - ул. Береговая, - ул. Больничная, - ул. Зелёная, | - ул. Новая, - ул. Почтовая, - ул. Северная, - ул. Симиненко, | - ул. Центральная, - ул. Школьная, - ул. Юбилейная. |